# Псалом 53
Псалом 53 (у масоретській нумерації — 54) — 53-й псалом із Книги псалмів. Авторство псалому традиційно приписується Давидові. Псалом було написано для того, кого зрадив друг. 

## Текст
| Вірш | Гебрейська (іврит)                                           | Давньогрецька (Септуаґінта)                                                                                            | Латинська (Вульгата) | Церконовнослов.                                                                          | Українська (Хоменка)                                                                            |
| ---- | ------------------------------------------------------------ | --- | --- | ---------------------------------------------------------------------------------------- | ----------------------------------------------------------------------------------------------- |
| 1    | לַמְנַצֵּחַ בִּנְגִינֹת, מַשְׂכִּיל לְדָוִד                                     | Εἰς τὸ τέλος, ἐν ὕμνοις· συνέσεως τῷ Δαυιδ                                                                             | In finem, in carminibus. Intellectus David,                                                                                 | Въ коне́цъ, въ пѣ́снехъ ра́зума Дави́ду,                                                     | Провідникові хору. На струнах. Маскіл. Давида,                                                  |
| 2    | בְּבֹא הַזִּיפִים, וַיֹּאמְרוּ לְשָׁאוּל: הֲלֹא דָוִד, מִסְתַּתֵּר עִמָּנוּ                | ἐν τῷ ἐλθεῖν τοὺς Ζιφαίους καὶ εἰπεῖν τῷ Σαουλ Οὐκ ἰδοὺ Δαυιδ κέκρυπται παρ᾽ ἡμῖν;                                     | cum venissent Ziphaei, et dixissent ad Saul: Nonne David absconditus est apud nos?                                          | внегда́ прiити́ Зифе́емъ и рещи́ Сау́лови: не се́ ли, Дави́дъ скры́ся въ на́съ?                   | коли прийшли зіфії і сказали Саулові: «Хіба Давид не ховається між нами?»                       |
| 3    | אֱלֹהִים, בְּשִׁמְךָ הוֹשִׁיעֵנִי; וּבִגְבוּרָתְךָ תְדִינֵנִי                         | ῾Ο θεός, ἐν τῷ ὀνόματί σου σῶσόν με καὶ ἐν τῇ δυνάμει σου κρῖνόν με.                                                   | Deus, in nomine tuo salvum me fac, et in virtute tua iudica me.                                                             | Бо́же, во и́мя Твое́ спаси́ мя и въ си́лѣ Твое́й суди́ ми.                                      | Боже, ім'ям твоїм спаси мене і силою твоєю розсуди мою справу.                                  |
| 4    | אֱלֹהִים, שְׁמַע תְּפִלָּתִי; הַאֲזִינָה, לְאִמְרֵי-פִי                           | ὁ θεός, εἰσάκουσον τῆς προσευχῆς μου, ἐνώτισαι τὰ ῥήματα τοῦ στόματός μου.                                             | Deus, exaudi orationem meam; auribus percipe verba oris mei.                                                                | Бо́же, услы́ши моли́тву мою́, внуши́ глаго́лы у́стъ мои́хъ:                                      | Боже, почуй мою молитву, вислухай слова уст моїх.                                               |
| 5    | כִּי זָרִים, קָמוּ עָלַי-- וְעָרִיצִים, בִּקְשׁוּ נַפְשִׁי;לֹא שָׂמוּ אֱלֹהִים לְנֶגְדָּם סֶלָה | ὅτι ἀλλότριοι ἐπανέστησαν ἐπ᾽ ἐμέ, καὶ κραταιοὶ ἐζήτησαν τὴν ψυχήν μου· οὐ προέθεντο τὸν θεὸν ἐνώπιον αὐτῶν. διάψαλμα. | Quoniam alieni insurrexerunt adversum me, et fortes quaesierunt animam meam, et non proposuerunt Deum ante conspectum suum. | я́ко чу́ждiи воста́ша на мя́, и крѣ́пцыи взыска́ша ду́шу мою́, и не предложи́ша Бо́га предъ собо́ю. | Бо горді піднялись на мене, і насильники на мою душу зазіхають, вони не мають Бога перед собою. |
| 6    | הִנֵּה אֱלֹהִים, עֹזֵר לִי; אֲדֹנָי, בְּסֹמְכֵי נַפְשִׁי                          | ἰδοὺ γὰρ ὁ θεὸς βοηθεῖ μοι, καὶ ὁ κύριος ἀντιλήμπτωρ τῆς ψυχῆς μου.                                                    | Ecce enim Deus adiuvat me, et Dominus susceptor est animae meae.                                                            | Се́ бо, Бо́гъ помога́етъ ми́, и Госпо́дь засту́пникъ души́ мое́й:                                | Та ось Бог — допомога мені; Господь — опорою життя мого.                                        |
| 7    | ישוב (יָשִׁיב) הָרַע, לְשֹׁרְרָי; בַּאֲמִתְּךָ, הַצְמִיתֵם                        | ἀποστρέψει τὰ κακὰ τοῖς ἐχθροῖς μου· ἐν τῇ ἀληθείᾳ σου ἐξολέθρευσον αὐτούς.                                            | Averte mala inimicis meis; et in veritate tua disperde illos.                                                               | отврати́тъ зла́я враго́мъ мои́мъ: и́стиною Твое́ю потреби́ и́хъ.                                 | Оберни лихо на моїх супостатів, знищ їх по твоїй правді.                                        |
| 8    | בִּנְדָבָה אֶזְבְּחָה-לָּךְ; אוֹדֶה שִּׁמְךָ יְהוָה כִּי-טוֹב                         | ἑκουσίως θύσω σοι, ἐξομολογήσομαι τῷ ὀνόματί σου, κύριε, ὅτι ἀγαθόν·                                                   | Voluntarie sacrificabo tibi, et confitebor nomini tuo, Domine, quoniam bonum est.                                           | Во́лею пожру́ Тебѣ́, исповѣ́мся и́мени Твоему́, Го́споди, я́ко благо:                            | Охоче принесу я тобі жертву, прославлю твоє ім'я, Господи, бо воно добре!                       |
| 9    | כִּי מִכָּל-צָרָה, הִצִּילָנִי; וּבְאֹיְבַי, רָאֲתָה עֵינִי                        | ὅτι ἐκ πάσης θλίψεως ἐρρύσω με, καὶ ἐν τοῖς ἐχθροῖς μου ἐπεῖδεν ὁ ὀφθαλμός μου.                                        | Quoniam ex omni tribulatione eripuisti me, et super inimicos meos despexit oculus meus.                                     | я́ко от вся́кiя печа́ли изба́вилъ мя́ еси́, и на враги́ моя́ воззрѣ́ о́ко мое́.                     | Бо визволив єси мене від усякої турботи, отож і споглядають очі мої на ворогів моїх.            |

## Літургійне використання

### Католицька церква
З часів Середньовіччя цей псалом традиційно співають у монастирях на нічних Богослужіннях у вівторок, починаючи від близько 530 AD, коли святий Бенедикт Нурсійський започаткував порядок використання псалмів, головно у числовому порядку.
У Літургії годин псалом 53 читають або співають у вівторок другого тижня опівдні. На месі цей псалом присутній у 25-ту неділю року B, у робочі дні — у суботу 22-го тижня звичайного часу в непарні роки. 

### Вірменська церква
Псалом 53 співають під час богослужінь у Вірменській апостольській церкві. 

## Використання у музиці
- Мішель-Рішар Делаланд написав мотет для цього псалому: S.35 «Deus in nomine tuo» (1690). Цей твір був написаний для Богослужінь у королівській каплиці Версаля, особливо для Людовика XIV.

## Давидові псалми (Шевченко)
Псалм 53
Боже, спаси, суди мене
Ти по своїй волі!
Молюсь, Господи, внуши їм
Уст моїх глаголи,
Бо на душу мою встали
Сильниї чужиї,
Не зрять Бога над собою,
Не знають що діють.
А Бог мені помагає,
Мене заступає
І їм правдою Своєю
Вертає їх злая.
Помолюся Господеві
Серцем одиноким
І на злих моїх погляну
Незлим моїм оком.